# Lennart Israelsson
Ivar Arvid Lennart Israelsson, känd som Aktiestinsen, född 6 februari 1916 i Algutsboda församling i Kalmar län, död 21 mars 2017 i Nässjö i Jönköpings län, var en svensk aktieplacerare, donator och tågklarerare.  

## Biografi
Israelsson växte upp på en liten gård i Småland som äldst av fyra syskon, och fick tidigt ge sig ut i arbetslivet efter genomgången folkskola. År 1940 fick han jobb på SJ med en begynnelselön på 180 kronor i månaden, och blev kvar vid SJ i 40 år fram till sin pensionering.
Som SJ-anställd kom han att tjänstgöra vid flera stationeringsorter. Hans första aktieplacering genomfördes 1946, och var en tillfällighet. Han var då placerad vid Konga station nära det då kontroversiella Sofielundslägret som huserade danska militärer på flykt undan ockupationsmakten. Officerarna fick Göteborgs Handels- och Sjöfartstidning som varje natt kom via stationen, och Israelsson kom att tjuvläsa krönikor av den tidige ekonomijournalisten CR Pokorny, vilket ledde till ett köp av fem aktier i Sandvikens Jernverks AB för 550 kronor motsvarande tre månadslöner.
Han fortsatte målmedvetet sin aktiekarriär med den enkla strategin att "köpa lågt värderade aktier och sedan inte sälja dem". Han hade kommit upp i en miljon kronor i aktieplaceringar år 1980. De stora värdestegringarna i hans aktieportfölj inträffade under 1980- och 1990-talen, och han var sedan länge ålderspensionär när han blev medialt uppmärksammad för sina framgångsrika och långsiktiga aktieaffärer. Israelsson var under många år ett mycket välkänt namn i svenska aktiespararkretsar, där han ofta anlitades för föredrag, och kommentarer i tidningar som Dagens Industri. 2009 omfattande hans förmögenhet cirka 100 miljoner kronor.
Under 2014 års kommunalval ställde han upp som åttonde namn på Centerpartiets lista i Nässjö kommun. Han blev dock inte invald.

### Donationer
Under senare år genomförde Israelsson flera donationer. Den största genomfördes 2008, då han donerade 28 miljoner kronor (ungefär 30 procent av sin dåvarande aktieportfölj) till en stiftelse som skall hanteras av Kungliga Vetenskapsakademien. Stiftelsen har namnet Lennart "Aktiestinsen" Israelssons stiftelse och har som ändamål att "årligen efter ansökan ge stöd till forskning som bidrar till vetenskapligt grundad kunskap om individers utveckling".
Lennart har också donerat till Brinellgymnasiet samt gjort flera stora donationer till Högskolan i Jönköping. Högskolan i Jönköping har flera stipendier som finansieras med hjälp av Aktiestinsens donationer.

### Familj
Lennart Israelsson gifte sig 1956 med damfrisören Aina Amalia Hellqvist (1912–1993) och de har en son född 1955.

## Utmärkelser
- 2012 - Hedersdoktor vid Högskolan i Jönköping "för att aktivt ha stöttat forskning och olika former av utbildning".[18]